# Neodon
Neodon é um gênero de roedores da família Cricetidae.

## Espécies
- Neodon forresti Hinton, 1923
- Neodon irene (Thomas, 1911)
- Neodon juldaschi (Severtzov, 1879)
- Neodon sikimensis (Hodgson, 1849)